# PGC 43389
LEDA/PGC 43389 ist eine Spiralgalaxie vom Hubble-Typ Sd im Sternbild Jungfrau auf der Ekliptik. Sie ist schätzungsweise 372 Millionen Lichtjahre von der Milchstraße entfernt und hat einen Durchmesser von etwa 140.000 Lichtjahren. Vom Sonnensystem aus entfernt sich das Objekt mit einer errechneten Radialgeschwindigkeit von näherungsweise 8.400 Kilometern pro Sekunde.
Im selben Himmelsareal befinden sich unter anderem die Galaxien NGC 4734, PGC 43338, PGC 43518, PGC 1272328.